# Isla de Mazarrón
L'Isla de Mazarrón  ou La Isla est une île au large des côtes espagnoles de la Région de Murcie, elle est baignée par la mer Méditerranée

## Géographie
Cette île de 8 hectares ne possède pas de population permanente, elle se situe à seulement 300 mètres des côtes de la communauté autonome à laquelle elle est rattachée, c'est également l'une des plus grandes îles de la Région de Murcie. De plus, une plage touristique située au large de cette île, porte une partie de son nom, la Playa de la Isla.